# Eumelea referta
Eumelea referta là một loài bướm đêm trong họ Geometridae.